# أنجيلو بوريلي
أنجيلو بوريلي (ولد في 18 نوفمبر 1964) هو مسؤول حكومي إيطالي، ويشغل منصب رئيس الحماية المدنية، منذ 8 أغسطس 2017.

## السيرة الذاتية
ولد بوريلي في سانتي كوزما إي داميانو بالقرب من لاتينا في منطقة لاتسيو. تخرج في الاقتصاد في جامعة كاسينو، وأصبح مراجعًا ومستشارًا ضريبيًا.

### عضو رئيسي في الحماية المدنية
في عام 2000 دخل المكتب الوطني للخدمة المدنية. في عام 2002، تم تعيينه مديرًا تنفيذيًا لإدارة الحماية المدنية، وهي الهيئة الحكومية في إيطاليا التي تتعامل مع التنبؤ بالأحداث الاستثنائية والوقاية منها وإدارتها. من 2010 إلى أغسطس 2017 شغل منصب نائب رئيس الحماية المدنية، وعندما استقال فابريزيو كورسيو، عينه رئيس الوزراء باولو جنتيلوني رئيسًا جديدًا للحماية المدنية.
بصفته رئيسًا للحماية المدنية، كان عليه أن يواجه إعادة الإعمار بعد زلزال وسط إيطاليا في أغسطس 2016، والذي لم يكتمل بعد.

### وباء فيروس كورونا
في 31 يناير، عين مجلس الوزراء الإيطالي Borrelli المفوض الاستثنائي للطوارئ COVID-19.
في فبراير 2020، أصبحت إيطاليا واحدة من المراكز الرئيسية في العالم للحالات المؤكدة من COVID-19، وهو فيروس من الصين تسبب في أمراض الجهاز التنفسي. في أواخر يناير، حظرت الحكومة جميع الرحلات الجوية من وإلى الصين، لتصبح أول دولة أوروبية تتبنى هذا الإجراء.
في 22 فبراير، أعلن مجلس الوزراء عن مشروع قانون لاحتواء تفشي COVID-19، مما أدى إلى عزل أكثر من 50000 شخص من 11 بلدية مختلفة في شمال إيطاليا. وقال رئيس الوزراء كونتي: «في مناطق التفشي، لن يتم توفير الدخول والخروج. وقد تم بالفعل تعليق أنشطة العمل والأحداث الرياضية في تلك المناطق».
أُغلقت المدارس في 10 بلديات في لومباردي، وواحدة في فينيتو وإميليا رومانيا. في بعض المناطق، تم إلغاء جميع الأحداث العامة وتوقف الأنشطة التجارية. علقت خدمات القطارات الإقليمية محطات التوقف في المناطق الأكثر تضرراً - مع توقف القطارات في محطات Codogno و Maleo و Casalpusterlengo . وعلقت الجامعات في لومباردي جميع أنشطتها اعتبارًا من 23 فبراير.
.
في 8 مارس 2020، وبناءً على مشورة اللجنة العلمية للحماية المدنية، مدد رئيس الوزراء كونتي الحجر الصحي ليشمل كل لومباردي و 14 مقاطعة شمالية أخرى، مما وضع أكثر من ربع السكان الوطنيين تحت الإغلاق. في اليوم التالي، أعلن في مؤتمر صحفي أن جميع الإجراءات التي تم تطبيقها سابقًا فقط في ما يسمى «المناطق الحمراء» قد تم تمديدها لتشمل الدولة بأكملها، مما أدى إلى إغلاق 60 مليون شخص بحكم الأمر الواقع. وشرع بعد ذلك في التوقيع الرسمي على المرسوم التنفيذي. وتم وصف هذا الإجراء بأنه أكبر إغلاق في تاريخ البشرية.
..

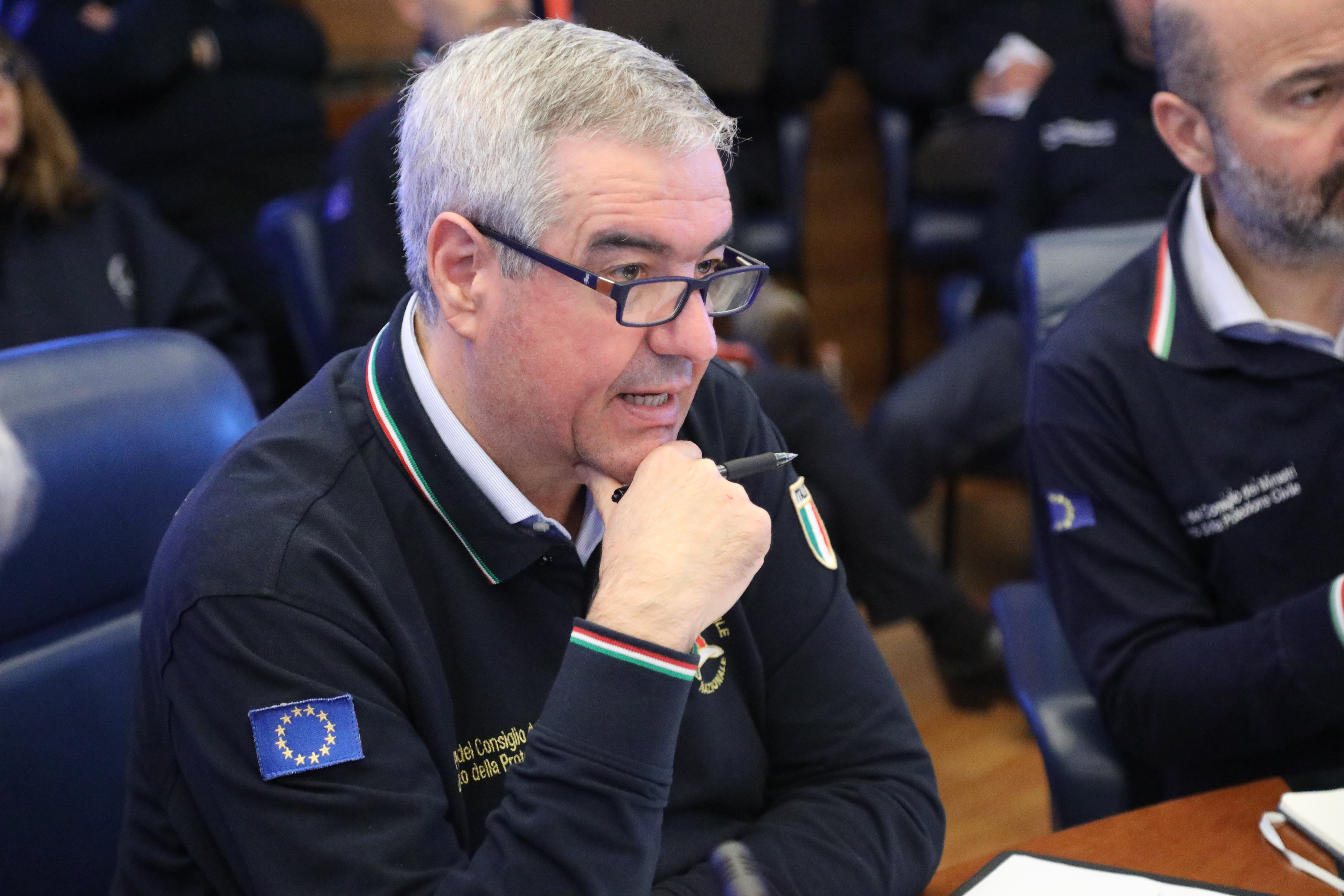
بوريلي أثناء الطوارئ.

في 20 مارس، أمرت وزارة الصحة بضوابط أكثر صرامة على حرية الحركة. حظرت الإجراءات الجديدة الرياضات في الهواء الطلق والركض، باستثناء فردي وقريب من محل الإقامة. أغلقت الحدائق والملاعب الخضراء العامة. علاوة على ذلك، تم تقييد الحركة في جميع أنحاء البلاد، من خلال حظر «أي تحرك نحو سكن مختلف عن السكن الرئيسي»، بما في ذلك بيوت العطلات ، خلال عطلات نهاية الأسبوع والعطلات. بينما في اليوم التالي، أعلن كونتي عن المزيد من القيود داخل التأمين الوطني، من خلال وقف جميع الإنتاجات والصناعات والشركات غير الضرورية في إيطاليا ، بعد ارتفاع عدد الحالات الجديدة والوفيات في الأيام السابقة.
في 24 مارس، فرض مرسوم جديد غرامات أعلى على انتهاك التدابير التقييدية، وتنظيم العلاقة بين الحكومة والبرلمان أثناء الطوارئ. كما تضمنت إمكانية تخفيض أو تعليق النقل العام والخاص، ومنحت الحكومات الإقليمية سلطة فرض لوائح تقييدية إضافية في أقاليمها لمدة أقصاها سبعة أيام قبل تأكيدها بمرسوم وطني.
في 1 أبريل، تم تمديد فترة الإغلاق حتى 13 أبريل. بينما في 6 أبريل، أعلنت كونتي خطة تحفيز اقتصادي جديدة، تتكون من 200 مليار يورو من القروض المضمونة من الدولة للشركات و 200 مليار يورو إضافية من الضمانات لدعم الصادرات. في 10 أبريل ، قامت كونتي بإعلان المزيد من تمديد فترة التأمين حتى 3 مايو، مما سمح بإعادة فتح بعض الأنشطة التجارية المحددة، مثل المكتبات وأنشطة زراعة الغابات، بموجب إجراءات آمنة محددة. وفي اليوم نفسه، عين قوة عمل لإعادة إطلاق إيطاليا بعد الأزمة. قاد الفريق فيتوريو كولاو وتألفه ما مجموعه تسعة عشر عضوًا، تم اختيارهم من بين أساتذة الجامعات والمديرين وضباط الإدارة العامة، والتي تضمنت ماريانا مازوكاتو وإنريكو جيوفانيني.